# Frankenthaler Religionsgespräch
Das Frankenthaler Religionsgespräch war ein in den Monaten Mai und Juni 1571 im pfälzischen Frankenthal vom Pfälzer Kurfürst Friedrich III. initiiertes Religionsgespräch zwischen Reformierten und Täufern. 

## Hintergrund

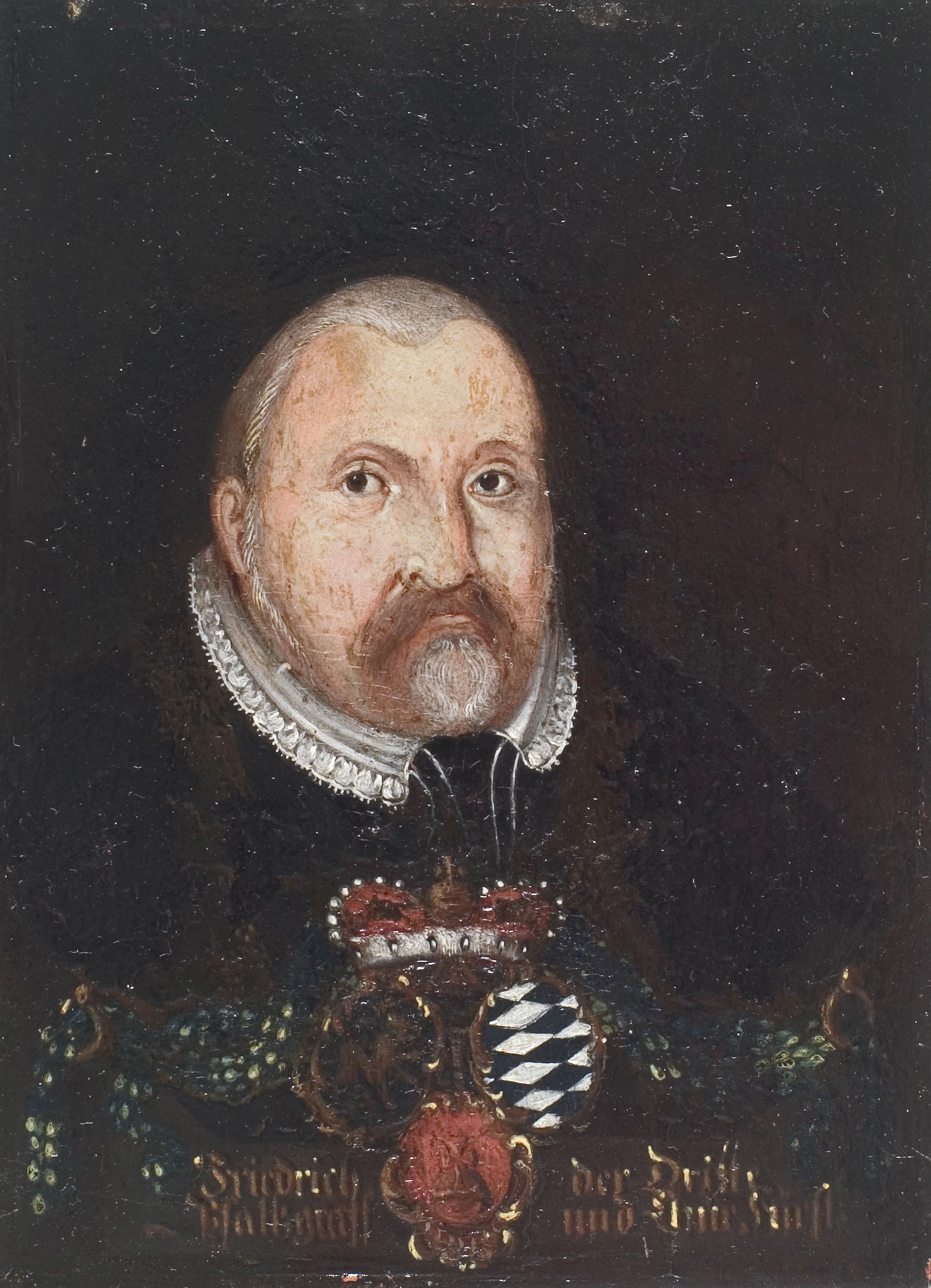
Friedrich III.

Friedrich III., genannt „der Fromme“, war der erste deutsche Fürst, der sich offen zum Calvinismus bekannte. Indes befanden sich in seinem Territorium auch mehrere reformatorische Täufergemeinden. Mit der Absicht, einen Teil der pfälzischen Täuferbewegung für die reformierte Kirche zu gewinnen, lud Friedrich im Frühjahr 1571 zu Religionsgesprächen nach Frankenthal ein. Der Kurfürst versprach allen Teilnehmern 14 Tage vor und nach dem Religionsgespräch freies und sicheres Geleit und erklärte sich zudem bereit, die Kosten für die Verpflegung zu übernehmen. Auch gefangene und aus dem Ausland stammende Täufer sollten teilnehmen können. Trotzdem war die Bereitschaft vieler Täufer, an der Disputation teilzunehmen, schwach, da besonders für ausländische Täufer bei Bekanntwerden ihrer Teilnahme Repressionen zu erwarten waren. Auf Seite der Täufer nahmen letztendlich 15 Personen an den Gesprächen teil. Dabei handelte es sich größtenteils um Prediger aus dem süddeutsch-schweizerischen Raum. Auch zwei Vertreter der Hutterer waren anwesend. Niederländische Mennoniten waren ebenfalls zugegen, gaben sich jedoch nicht als solche zu erkennen. Einzelne Pfälzer Täufer waren noch kurz vor Beginn der Gespräche inhaftiert worden. Sprecher der Täufergemeinden wurde der aus dem elsässischen Wissembourg stammende Prediger Diebold Winter. Sprecher der reformierten Seite war der reformierte Theologe und Hofprediger Petrus Dathenus.

## Frankenthaler Religionsgespräch
Die Verhandlungen fanden zwischen dem 28. Mai und dem 19. Juni 1571 statt. An jedem Werktag wurden zwei Sitzungen abgehalten. Kurfürst Friedrich III. traf bereits am 24. Mai in Frankenthal ein und nahm an der Eröffnung der Gespräche teil. Die Verhandlungen umfassten 13 Punkte, mit denen die Täuferprediger von reformierten Theologen konfrontiert wurden. Diese Punkte umfassten unter anderem Fragen über die Trinität, das Wesen Jesu Christi (Christologie), die Werkgerechtigkeit und Prädestination, die von den Hutterern praktizierte Gütergemeinschaft, das Verhältnis zu Staat und Gewalt, Eid, Taufe und Abendmahl. Zum großen Teil waren es die gleichen Punkte, die bereits Martin Bucer im Oktober 1538 mit den hessischen Täufern verhandelt hatte. Wenn auch in einzelnen Punkten Übereinstimmungen festgestellt werden konnten, kamen die beiden Seiten nicht wirklich zu einer Einigung. Besonders die Positionen zur Taufe wichen stark voneinander ab. 
Als lutherischer Beobachter wohnte im Auftrag des Grafen Philipp IV. von Hanau-Lichtenberg auch der Superintendent der Herrschaft Lichtenberg zu Pfaffenhoffen im Elsass Ulrich Cubicularius ab dem 12. Juni 1571 den öffentlichen Sitzungen in der Stiftskirche St. Maria Magdalena bei und fertigte darüber einen Kurzbericht an.
Nach Abschluss der Gespräche verbot Kurfürst Friedrich den Täufern jede weitere Aktivität auf seinem Territorium und die täuferischen Prediger wurden des Landes verwiesen. Bereits drei Monate nach den Religionsgesprächen wurde ein 710 Seiten starkes Protokoll herausgegeben, das noch im gleichen Jahr auch ins Niederländische übersetzt wurde.

## Weitere täuferisch-reformierte Religionsgespräche im 16. Jahrhundert
Neben dem Religionsgespräch zu Frankenthal gab es im 16. Jahrhundert eine Reihe weiterer Religionsgespräche, in die Täufer bzw. Mennoniten involviert waren. In der Schweiz fand die erste Täuferdisputation 1525 in Zürich statt, weitere folgten 1530 in St. Gallen, 1532 in Zofingen und 1538 in Bern. Andere Täufergespräche gab es 1538 in Marburg, 1557 in Pfeddersheim, 1577 in Worms, 1578 in Emden und 1596 im niederländischen Leeuwarden. Bei allen Gesprächen handelte es sich um Disputationen mit Reformierten. Mit Lutheranern oder Katholiken kamen keine Gespräche zustande.